# Podaxis pistillaris
Podaxis pistillaris es una especie de hongo de la familia Agaricaceae. En forma de soldado

## Nombre común
- Español: hongo (México).[1]
- Inglés: Black Powderpuff (“soplido de polvo negro”) (Australia).[2]

## Clasificación y descripción de la especie
Esta especie es confundida con Coprinus comatus, de la cual se diferencia en etapa juvenil por la consistencia de una masa esporal de color blanco. En aspectos taxonómicos, esta especie es de morfología variable. Píleo blanco a moreno amarillento en su etapa adulta de 8 a 14 cm de longitud, peridio delgado, el cual se desprende en forma de escamas de tamaño variable, adheridas a la superficie en la parte superior, en ejemplares maduros éste se desprende del estípite, se agrieta y se cae. Endoperidio delgado. La gleba está formada por capilicio blanco en ejemplares jóvenes, o verdosa pulverulenta o morena en la madurez. Estípite de 4 a 10 cm de largo X1.3 cm de ancho, se continúa con la columnella de tamaño variable. Endoperidio de pared gruesa, con hifas hialinas o amarillentas según la edad del individuo. Las hifas del capilicio abundantes, hifas de la columnela escasas en la fase adulta, las hifas pueden presentar forma de espiral; rara vez presentan septos o ramificaciones. Basidios de tamaño variable, esporas sésiles, lisas, globosas, de pared gruesa, color amarillo dorado u ocre de 10 - 11 X 10- 11µm.

## Distribución de la especie
Su desarrolla en México, en los estados de Sonora, Durango, Nuevo León, Tamaulipas, Oaxaca, Baja California, Coahuila y Tamaulipas. Fuera de México se encuentra en el resto de Norteamérica, Sudamérica, África Central, Asia y Australia.

## Ambiente terrestre
Esta especie se distribuye en las zonas áridas del mundo, se encuentra en tierra suelta, arenosa en áreas abiertas, expuesto al sol o en sombra. Es solitario o gregario.

## Estado de conservación
Se conoce muy poco de la biología y hábitos de los hongos, por eso la mayoría de ellos no se han evaluado para conocer su estatus de riesgo (Norma Oficial Mexicana 059).

## Importancia cultural y usos
Se le atribuye actividad antimicrobiana y antibacteriana.